# Sauris erebata
Sauris erebata är en fjärilsart som beskrevs av W. Warren 1903. Sauris erebata ingår i släktet Sauris och familjen mätare. Inga underarter finns listade.